# عزآباد (ارسنجان)
عزآباد (ارسنجان)، روستایی از توابع بخش مرکزی شهرستان ارسنجان در استان فارس ایران است.

## جمعیت
این روستا در دهستان خبریز قرار دارد و براساس سرشماری مرکز آمار ایران در سال ۱۳۸۵، جمعیت آن ۱۷۸ نفر (۳۸خانوار) بوده‌است.